# Zielony Balonik

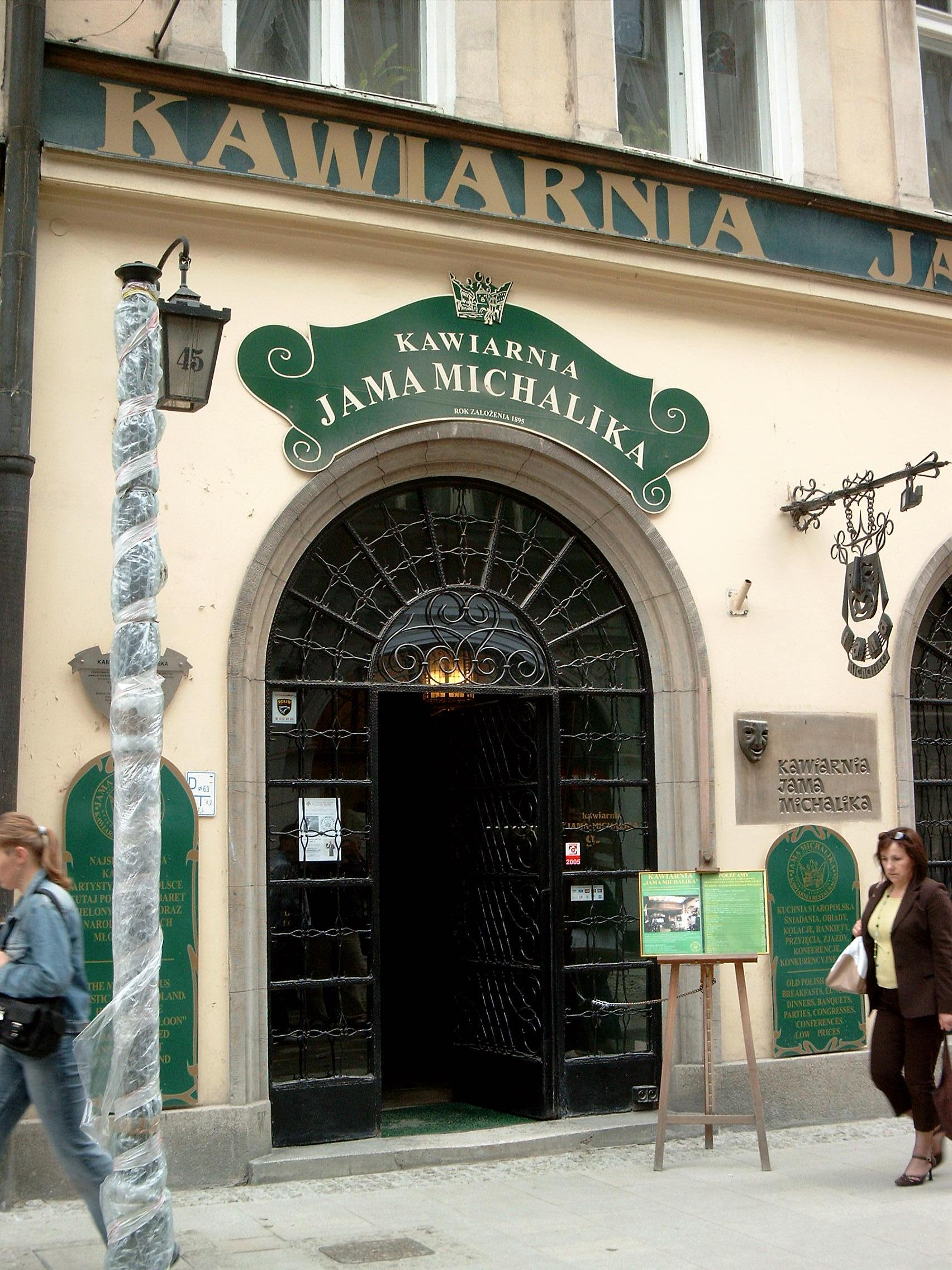
Lối vào Michalik's Den (Jama Michalika), vị trí của quán rượu Green Balloon (Zielony Balonik), Kraków

Zielony Balonik (nghĩa đen là Quả bóng xanh) là một cabaret văn học nổi tiếng được thành lập tại Kraków bởi các nhà thơ, nhà văn và nghệ sĩ địa phương trong những năm cuối của Phân chia Ba Lan. Địa điểm là một nhà hàng sành ăn của Apolinary J. Michalik được gọi là Michalik's Den (Jama Michalika). Cabaret được thành lập vào năm 1905 và hoạt động thường xuyên cho đến năm 1912 (thỉnh thoảng được tổ chức cho đến năm 1915).

## Lịch sử
Lễ khai trương của quán rượu Green Balloon diễn ra vào ngày 07 tháng 10 năm 1905 trong một nhà hàng bánh nằm ở trung tâm của Phố cổ Kraków, không xa Cổng St. Florian. Đó là một quán rượu nghệ thuật, chỉ dành cho giới thượng lưu văn hóa. Ban tổ chức đảm bảo rằng các khách mời thể hiện sự nhiệt tình; những người không như thế sẽ không được mời. Kết quả là khán giả bao gồm một nhóm các nhà điều hành kín, thành phần của họ không thay đổi. Chẳng mấy chốc, tin đồn bắt đầu lan truyền trong giới tư sản địa phương rằng sân khấu Green Balloon là nơi diễn ra các hoạt động cực khoái, nhảy múa khỏa thân. Boy-Żeleński đã trả lời thay mặt cho Zielony Balonik bằng cách viết một bài thơ hài hước, "Pieśń dziadkowa" (Bài hát Grandpas)  xác nhận rằng thực sự, đó là một Sodom và Gomorrah, đồng nghĩa với tội lỗi không khoan nhượng. Tuy nhiên, phong cách tinh hoa mang theo nó một nhược điểm lớn. Dần dần các màn trình diễn đột phá trở nên cạn kiệt các chủ đề mới và ca từ quyến rũ cho các bài hát, và sự can thiệp của khâu kiểm duyệt phòng ngừa trong các cuộc đối thoại kịch bản của quán rượu bởi chính quyền Áo dẫn đến việc tránh xa hơn bất kỳ vấn đề chính trị cấp bách nào xuất phát từ nước ngoài.
Theo thời gian, ngay cả các nhà cầm quyền cũng bắt đầu bỏ lỡ sự hài hước màu xanh lá cây trước đó của Balonik. Một lý do nữa cho sự tan rã chậm nhưng không ngừng của nó là điều kiện sống của các nghệ sĩ đóng góp bắt đầu xấu đi dưới sự cai trị của Áo. Những người bảo trợ đã miễn cưỡng đào sâu vào lĩnh vực châm biếm chính trị liên quan đến việc đàn áp các quyền tự do. Đó là một trong những đặc điểm nổi bật chính của Zielony Balonik với các quán rượu Pháp và Đức thời bấy giờ.
Những người đóng góp chính bao gồm hai vị Chủ trị Nghi lễ: Jan August Kisielewski và Stanisław Sierosławski; hàng loạt các nhà văn như: Witold Noskowski, Tadeusz Zakrzewski, Tadeusz Boy-Żeleński (từ 1906), Adolf Nowaczyński, Edward Leszczyński, Leon Schiller và Juliusz Osterwa; cũng như là một nhóm các nghệ sĩ thị giác chịu trách nhiệm thiết kế và triển lãm, bao gồm: Witold Wojtkiewicz, Kazimierz Sichulski, Karol Frycz, Henryk Szczygliński, Alfons Karpinski, Stanisław Kamocki, Stanisław Kuczborski, Stefan Filipkiewicz, Henryk Uziembło, Fryderyk Pautsch, cặp vợ chồng Tadeusz Rychter và vợ là Bronisława Janowska, người đã thiết kế những con rối chính trị (1868-1953), Ludwik Puget và Ignacy Blaschke.